# 一磷化铁
一磷化铁是一种无机化合物，化学式为FeP，是铁的磷化物之一，可以形成灰色的针状晶体。它可通过电解偏磷酸和氧化铁或氯化亚铁的混合物制得。其它制备一磷化铁的反应还有五羰基铁和三乙基膦的声化学反应、无水氯化铁和磷化钠在苯中的溶剂热反应等。它和锂可以发生电化学反应：
FeP + 3 Li → Li3P + Fe